# Traité anglo-irlandais
Le Traité anglo-irlandais ou traité de Londres, signé à Londres le 6 décembre 1921, donne naissance à l'État libre d'Irlande à l'issue de la guerre d'indépendance irlandaise et organise la partition du pays, l'Irlande du Nord, à majorité protestante, restant au sein du Royaume-Uni. 

## Origine

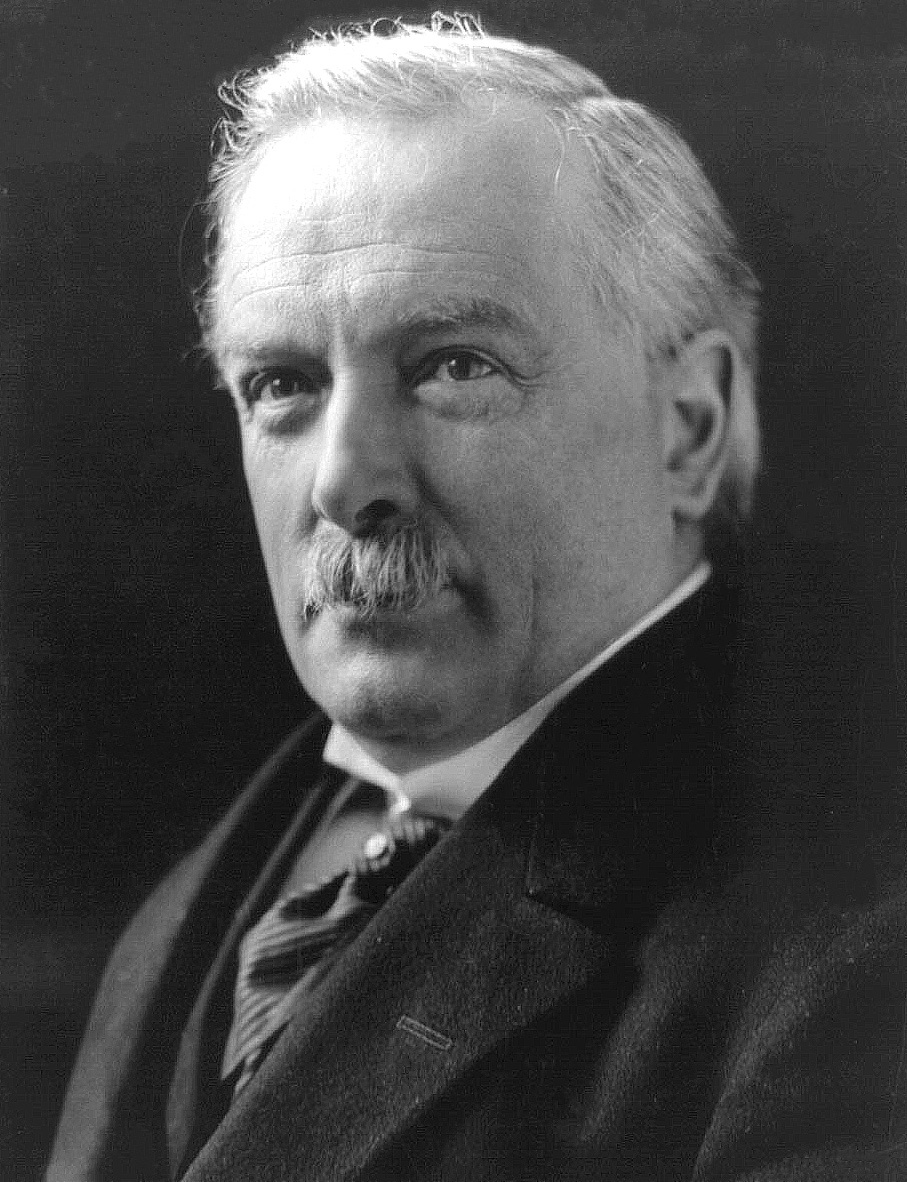
David Lloyd George, Premier ministre britannique (1916-1922).

Lassé par une guerre qu'il ne peut gagner et constatant que l'écrasante majorité des Irlandais a basculé du côté des nationalistes, le gouvernement de David Lloyd George s'accorde avec Éamon de Valera, président de la République irlandaise sur les termes d'un cessez-le-feu. Les nationalistes, et en particulier l'organisateur de l'IRA pendant la guerre d'indépendance irlandaise, Michael Collins, de leur côté, se sont aperçus qu'il ne pourraient obtenir une victoire complète après le semi-échec de leur stratégie d'attaque frontale contre les forces britanniques. Les deux parties sont donc contraintes de négocier, Éamon de Valera refuse de se rendre à Londres et nomme Arthur Griffith chef de la délégation irlandaise pour négocier avec le gouvernement britannique.

## Négociateurs

### Pour le gouvernement britannique
- David Lloyd George, Premier ministre du Royaume-Uni.
- Winston Churchill, secrétaire aux Colonies.
- Lord Birkenhead, ministre de la Justice.
- Austen Chamberlain, chef du Parti conservateur.
- Gordon Hewart, procureur général d'Angleterre et du Pays de Galles.

### Pour le gouvernement irlandais
- Arthur Griffith, chef de la délégation irlandaise.
- Michael Collins, ministre des Finances et chef officieux de l'IRA.
- Robert Barton, ministre des Affaires étrangères.
- Éamonn Duggan.
- George Gavan Duffy.

## Termes du traité
- Est créé l'État libre d'Irlande, constitué de la majeure partie de l'Irlande.
- Les forces britanniques doivent évacuer le territoire de l'État libre à l'exception de trois bases militaires souveraines stratégiques, soit Berehaven (ou Castletownbere), Queenstown (actuelle Cobh) et Lough Swilly, établies lors du Treaty ports.
- L'État libre a le statut de dominion à l'image du Canada ou de l'Australie, le souverain britannique est le chef de l'État et est représenté par un gouverneur général.
- Les membres du Dáil Éireann (chambre basse du parlement) doivent prêter allégeance à la couronne britannique.
- L'Irlande du Nord (séparée institutionnellement du reste de l'Irlande depuis 1921), pourra choisir de rester au sein du Royaume-Uni, ou de se rattacher à l'État libre.
- Si l'Irlande du Nord choisit de demeurer au sein du Royaume-Uni (ce qui sera le cas), une commission de modification du tracé de la frontière sera désignée afin de permettre le rattachement à l'Irlande du Sud des régions catholiques d'Irlande du Nord le désirant.
- L'État libre devra assumer une partie de la dette contractée par le Royaume-Uni pendant la guerre.

La séparation des six comtés de l'Ulster formant l'Irlande du Nord (à majorité protestante et pro-britannique) n'est pas décidée par le traité, elle est officielle depuis 1921. À l'époque, il ne s'agissait pas d'échapper à l'indépendance, mais de permettre à deux régimes de home rule (autonomie interne) différenciés d'exister : un pour les régions protestantes, et un pour les régions catholiques. Le traité n'aborde ce point qu'à travers l'hypothèse d'une réunification volontaire, et à défaut d'une redéfinition de la frontière pour les régions catholiques.

## Ratification
Le traité est signé à Londres le 6 décembre 1921 par les membres des délégations. Pour entrer en vigueur, il doit être ratifié par la Chambre des communes britannique et le Dáil Éireann, rassemblant les élus du Sinn Féin.
Il est ratifié facilement à la Chambre des communes par un vote de 401 contre 58 le 14 décembre 1921.
L'opposition au traité est vive au sein du Dáil (chambre basse du parlement), Éamon de Valera et Cathal Brugha affrontent violemment Michael Collins et Arthur Griffith, refusant la partition et le serment d'allégeance et demandent son rejet.
Après des débats houleux, le traité est finalement ratifié par 64 voix contre 57 le 7 janvier 1922. Sa proclamation royale, le 6 décembre 1922, au Royaume-Uni entraîne son entrée en vigueur.
Ce vote entraîne la démission de De Valera en tant que président du Dáil, remplacé par Arthur Griffith qui forme alors le gouvernement provisoire de l'État libre, dont la Constitution sera votée en décembre 1922 par l'assemblée.
En accord avec les termes du traité, des élections générales sont organisées pour réélire un nouveau Dáil remplaçant à la fois le Dáil précédent et la Chambre des communes d'Irlande du Sud instituée auparavant par les Britanniques.
Ces élections (mars 1922) sont avant tout une approbation du traité par le peuple irlandais, qui donne à ses partisans la victoire.

## Conséquences

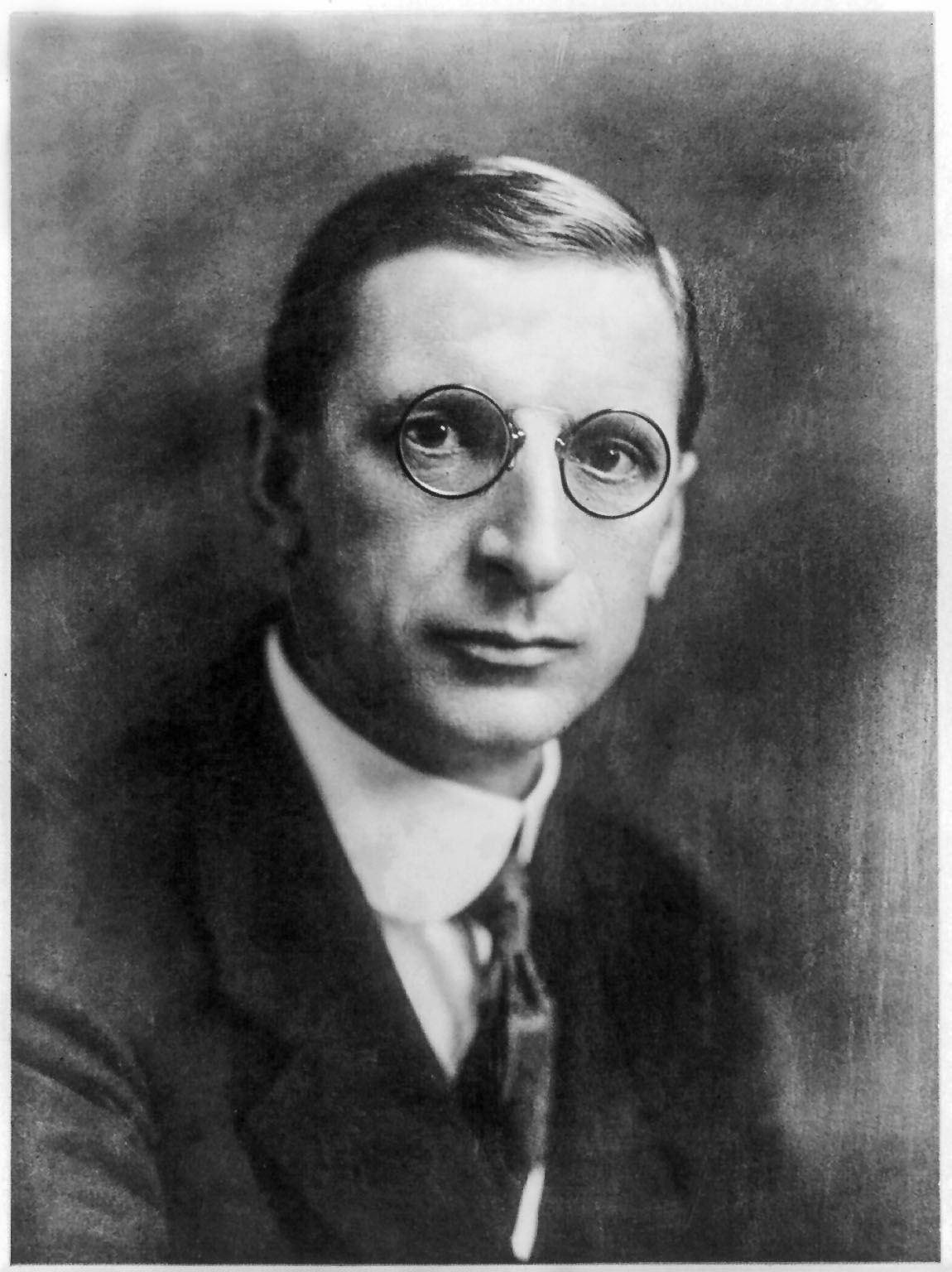
Éamon de Valera.

Refusant les résultats du vote, Éamon de Valera, ancien chef du mouvement indépendantiste et une partie de l'IRA s'opposent au traité. En avril 1922, Rory O'Connor et 200 membres de l'IRA opposés au traité occupent le palais de justice de Dublin (four Courts), espérant entraîner une confrontation générale avec le Royaume-Uni, et provoquer l'échec du traité.
Soumise à une forte pression britannique, la nouvelle direction de l'État libre d'Irlande, en particulier le président du Dáil, Arthur Griffith, et le commandant en chef de l'armée nationale Michael Collins, font bombarder le palais de justice en juin 1922.
L'historien Jean Guiffan synthétise les importantes conséquences de cette ratification :
"En ratifiant le traité de Londres, Les Anglais gagnèrent la paix en Irlande, définitivement au Sud, jusqu'en 1969 au Nord. En ratifiant le traité de Londres, les Irlandais héritèrent d'une guerre civile".
Le pays plonge alors dans la guerre civile. Éamon de Valera s'affirme comme chef politique des républicains, et affronte Michael Collins et Arthur Griffith. La guerre est finalement gagnée par les partisans du traité, en mars 1923.
En 1925, le gouvernement britannique refuse l'application des modifications de frontière envisagées par le traité au bénéfice des régions d'Ulster à majorité catholique. La boundary commission (commission des frontières) formée pour l'occasion est donc un échec.
Le gouvernement irlandais accepte finalement le statu quo en échange d'une remise sur sa dette à l'égard du Royaume-Uni, à un moment de grande difficulté financière. Le maintien d'une très forte minorité catholique en Irlande du Nord, couplée à une politique très discriminatoire de la majorité protestante, mènera aux violences séparatistes des années suivantes, particulièrement entre 1969 et 1997.

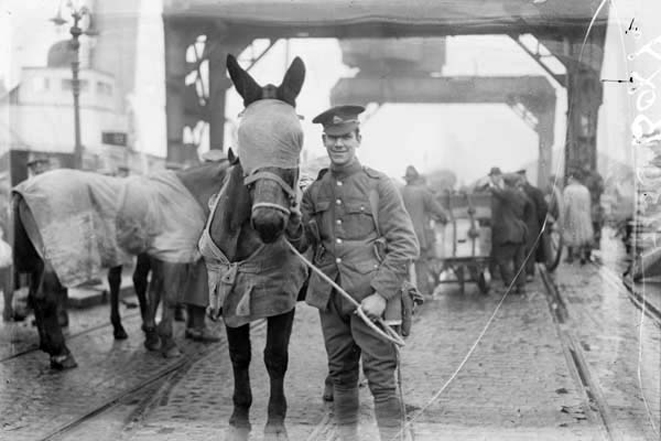
Soldats de la cavalerie britannique quittant l'Irlande en 1922.

En décembre 1931, le statut de Westminster reconnait la souveraineté externe de tous les dominions, donc également de l'Irlande. Cette modification est cependant plus symbolique que pratique, les pouvoirs du gouvernement irlandais s'étendant déjà à tous les domaines classiques de la souveraineté.
En 1932, le Fianna Fáil de de Valera gagne les élections. La plupart des limitations du traité, à l'exception de la division de l'Irlande, sont alors révoquées. Le serment est supprimé, les versements financiers au Royaume-Uni cessent et l'institution de gouverneur général représentant la Couronne est abolie.
En décembre 1936, une réforme constitutionnelle fait d'un président élu par le Dail (chambre basse du parlement) le chef de l'État, achevant ainsi de rompre les liens constitutionnels avec Londres. Pour des raisons symboliques, la république n'est cependant pas officiellement proclamée, cette proclamation étant renvoyée à la réunification avec le Nord.
Les successeurs de de Valera la proclameront cependant en 1949, malgré l'absence de cette réunification.

### Sources
(fr)
- Pierre Joannon, Histoire de l'Irlande et des Irlandais, Perrin, 2005.

(en)
- Lord Longford, Peace By Ordeal (long out of print)
- Tim Pat Coogan, Michael Collins  (ISBN 0-09-174106-8)
- Tim Pat Coogan, DeValera  (ISBN 0-09-175030-X)
- Winston Churchill, The World Crisis; the Aftermath (Thornton 1929) pp.277-352.